# Pamela Reed
Pamela Reed (Tacoma, 2 de abril de 1949) es una actriz estadounidense. Es conocida por interpretar a la compañera de policía hipoglucémica de Arnold Schwarzenegger en la película de 1990 Kindergarten Cop y como la matriarca Gail Green en Jericho. Apareció en un papel recurrente como Marlene Griggs-Knope en la sitcom de la NBC Parks and Recreation. 

## Vida personal
Reed nació en Tacoma, Washington, hija de Vernie y Norma Reed. Recibió su B.F.A. por la Universidad de Washington. Reed ha estado casada con Sandy Smolan desde 1988. Desde 2004,  ha residido en Hancock Park, Los Ángeles, California, con su marido y dos hijos, Reed y Lily.

## Carrera
Reed ganó un Premio de Escritorio de la Obra por su obra off-Broadway Getting out y un Premio Obie por "sostener excelencia en el rendimiento en teatro". Fue regular en el reparto del drama de 1977 de la CBSThe Andros Targets. Tuvo papeles menores en cine y televisión en la década de los 80. Ganó un Premio CableAce por Mejor Actriz para la serie de la HBO Tanner '88 (1988). También coprotagonizó con Daryl Hannah en la película Clan of the Cave Bear de 1985.
Sus notables papeles en películas incluyen The Long Riders (1980), Elegidos para la gloria (1983), The Best of Times (1986), Kindergarten Cop (1990), Junior (1994), Bean (1997), y Prueba de vida (2001). 
Reed interpretó a Janice Pasetti en el sitcom de la NBC Grand, y entonces interpretó a una jueza y madre soltera en el corto sitcom de la NBC The Home Court. Ha proporcionado voz para el personaje de Ruth Powers en varios episodios de la serie de televisión animada Los Simpson y fue invitada a dar su voz en la serie animada de 1994-1995 The Critic. Interpretó el personaje principal en Jericho y ha aparecido como la madre del personaje principal Leslie Knope (Amy Poehler) en Parks and Recreation.
En 2005 Reed retrató a la productora ejecutiva Esther Shapiro en Dinastía: El Haciendo de un Placer Culpable, una película ficticia basada en la creación y detrás de las escenas de la serie de televisión de la década de los 80, Dinastía.
Reed también ha trabajado para Storyline Online, leyendo Stellaluna.